# Samuel S. Cox
Samuel Sullivan Cox (ur. 30 września 1824 w Zanesville, zm. 10 września 1889 w Nowym Jorku) – amerykański polityk, członek Partii Demokratycznej.

## Działalność polityczna
Studiował prawo na Uniwersytecie Ohio i Uniwersytecie Browna. W okresie od 4 marca 1857 do 3 marca 1863 przez trzy kadencje był przedstawicielem 12. okręgu, a od 4 marca 1863 do 3 marca 1865 przez jedną kadencję przedstawicielem 7. okręgu wyborczego w stanie Ohio w Izbie Reprezentantów Stanów Zjednoczonych. W okresie od 4 marca 1869 do 3 marca 1873 przez dwie kadencje i ponownie od 4 listopada 1873 do 3 marca 1885 przez sześć kadencji był przedstawicielem 6. okręgu, od 4 marca 1885 do rezygnacji 20 maja 1885 przez jedną kadencję przedstawicielem 8. okręgu wyborczego w stanie Nowy Jork w Izbie Reprezentantów Stanów Zjednoczonych. 21 maja 1885 prezydent Grover Cleveland mianował go posłem nadzwyczajnym i ministrem pełnomocnym w Turcji i na tym stanowisku był do 22 października 1886. A od 2 listopada 1886 do śmierci 10 września 1889 przez trzy kadencje był przedstawicielem 10. okręgu wyborczego w stanie Nowy Jork w Izbie Reprezentantów Stanów Zjednoczonych.